# Menhire von Nether Largie
Die Menhire von Nether Largie stehen etwa Nordost-Südwest ausgerichtet, in den Feldern auf der Westseite des Kilmartin-Burn etwa 250 m südöstlich der Steinkreise von Temple Wood in Argyll and Bute in Schottland. 
Sie bestehen hauptsächlich aus vier Gruppen. An den Enden der Steinreihen befindet sich je ein Steinpaar, dazwischen befinden sich Aufstellungen von vier und fünf Steinen. Ein einzelner Menhir (englisch Standing Stone) liegt 100 m nordwestlich der Reihe. 1973 wurde der Stumpf eines weiteren Steins, ungefähr 300 m westlich der Anordnung, gefunden, aber wieder zugedeckt. 

## Das südliche Paar
Das südlichste Steinpaar (A, B) ist grob Nordwest-Südost ausgerichtet, und die Längsachsen der Steine haben dieselbe Ausrichtung. 
- Stein A ist 2,75 m hoch, misst 0,8 m × 0,5 m an der Basis und verjüngt sich zur Spitze hin.
- Stein B ist 2,8 m hoch und misst an der Basis 0,8 m × 0,37 m. Der Stein hat gerade Seiten und fällt oben von Nordwesten nach Südosten ab. Auf seiner Nordostseite liegen drei Schälchen (cupmarks) mit 70 60 und 50 mm Durchmesser; alle sind 15 mm tief.

## Die Vier-Steine-Gruppe

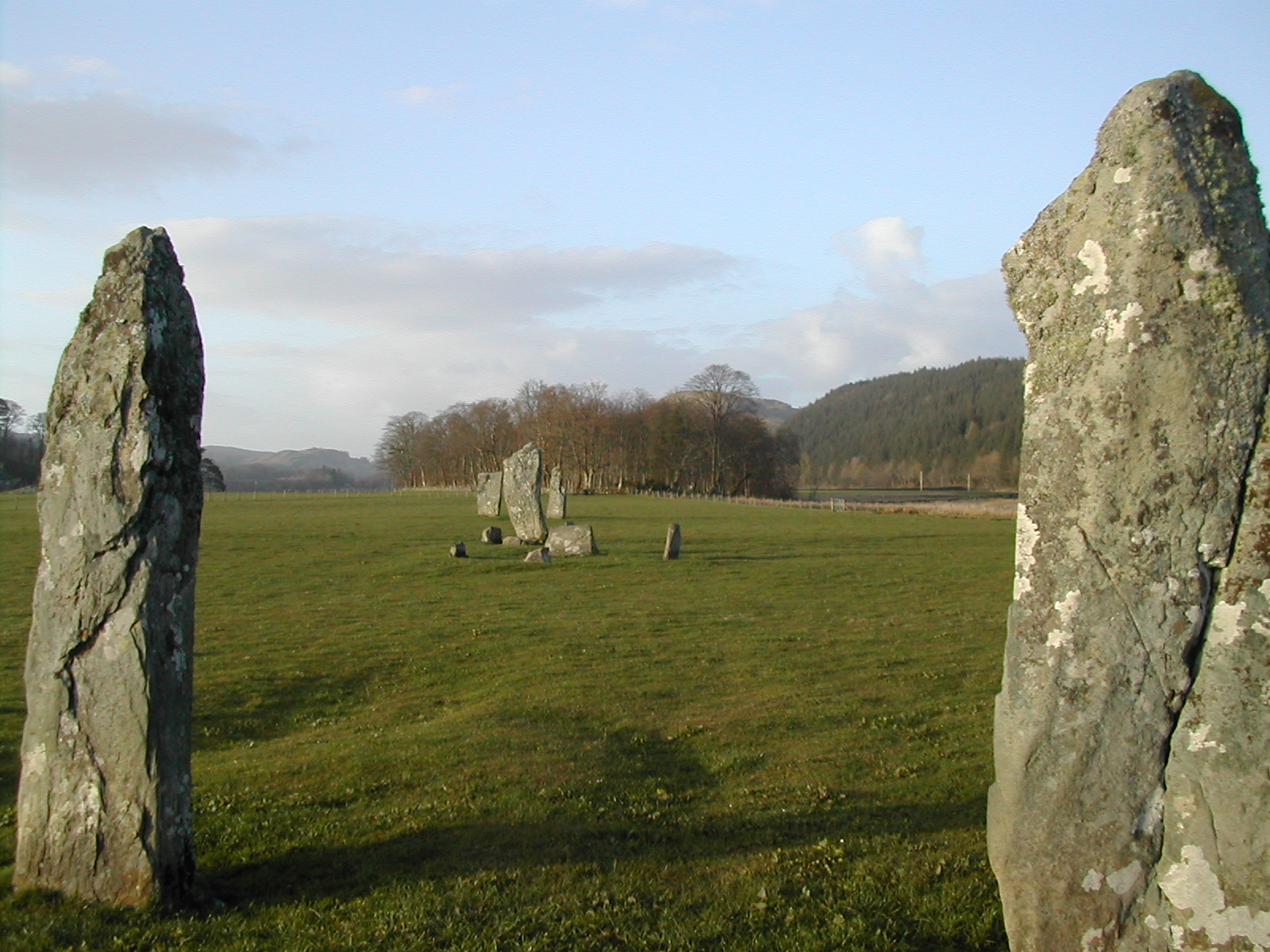
Blick vom südlichen Steinpaar auf die Vier- und Fünf-Steine-Gruppe, dahinter das nördliche Steinpaar

Die Vier-Steine-Gruppe ist etwa quadratisch angeordnet, liegt etwa 24 m nordöstlich des südlichen Paars (A, B) Die Steine C und E sind etwa 4,4 m auseinander, die Längsachse liegen auch hier Parallele zur Hauptanordnung der Reihe, aber der Stein D weicht davon ab. 
- Stein C ist 0,92 m hoch, misst 1,05 m × 0,2 m an der Basis, hat gerade Seiten und eine abgebrochene Spitze.
- Stein D ist 0,75 m hoch und plattenförmig. Er misst an der Basis 1,3 m × 0,15 m und hat gerade, ein wenig spitz zulaufende Seiten und eine flache Spitze.
- Stein E ist eine 0,4 m hohe Platte die an der Basis 0,68 m × 0,2 m misst. Er hat gerade Seiten und eine gebrochene Spitze.
- Ein umgefallener Stein scheint, die Steinreihe zu vollenden. Er tritt gerade aus dem Rasen hervor. Er misst 0,53 m in der Länge, seine Querschnitt ist unklar.

## Die Fünf-Steine-Gruppe
Die Fünf-Steine-Gruppe ist etwas diffus angeordnet und liegt nur etwa 6,5 m nordöstlich der Vier-Steine-Gruppe. Sie umfasste einen großen Hauptstein (F), der von zwei Steinpaaren flankiert wird (G, I, J, H), von denen sich aber nur drei in ihrer ursprünglichen Position befinden. Es gibt keinen Beleg, dass sie zu einem entfernten Steinhügel gehören.
- Stein F ist 2,8 m hoch, misst 0,95 m × 0,2 m an der Basis und erhebt sich etwas bisschen buckligen Seiten bis zu einer unregelmäßig Spitze. Auf der Südwestseite befinden sich etwa 40 Cupmarks, eine Cup-and-Ring-Markierung und zwei beschädigte Cupmarks in einem Fall mit einer radialen Rinne.
- Stein G neigt sich ein bisschen Richtung Stein F und misst 0,83 m in der Höhe und 0,9 m × 0,3 m an der Basis.
- Stein H ist nur mehr 0,3 m hoch und misst an der Basis 0,9 m × 0,2 m.
- Stein I ist 0,6 m hoch und misst an der Basis 0,7 m × 0,15 m.
- Stein J ist eine 1,0 m hohe umgefallene Platte, die im Querschnitt etwa 0,6 m × 0,2 m misst.

## Das nördliche Paar
Das nördliche Paar (K, L) liegt 34 m weiter nach Nordosten, in der Anordnung entspricht es dem südlichen Paar (A, B). 
- Stein K ist 2,85 m hoch, misst 0,96 m × 0,38 m an der Basis und hat gerade Seiten, die sich zu einer etwa runden Spitze erheben von der ein Stück der Südostseite ist abgebrochen worden ist.
- Stein L ist ein 2,7 m hoher und an der Basis 1,1 m × 0,4 m messender Quader. Seine Seiten sind etwas nach außen gewölbt und erheben sich zu einer flachen Spitze. Auf der Südwestseite befinden sich in an einer Höhe von etwa 1,5 m drei Cupmarks, zwischen 40 und 50 mm Durchmesser und einer Tiefe bis zu 15 mm. Eine vierte Markierung kann ein Schälchen oder eine natürliche Eintiefung sein.

## Die abseits liegenden Steine
- Stein M liegt 100 m nordwestlich. Er war früher etwa 1,8 m hoch, hat gerade Seiten und misst an der Basis 0,55 m × 0,3 m.

- Stein N ist der Stumpf eines Menhirs. Er wurde 1973 ungefähr 300 m westlich der Hauptreihe und 260 m südwestlich von Temple Wood entdeckt. Er war 0,82 m lang und scheint eine relativ dünne Platte gewesen zu sein, die gebrochen ist und genau unter dem gegenwärtigen Boden-Niveau liegt.